# Tuffi ai campionati mondiali di nuoto 1998
Le gare di tuffi ai campionati mondiali di nuoto 1998 si sono svolte a Perth in Australia. 

## Podi

### Uomini
| Evento                      | Oro                        | Punteggio | Argento                                  | Punteggio | Bronzo                                   | Punteggio |
| Tuffi individuali           |                            |           |                                          |           |                                          |           |
| Trampolino 1 m (dettagli)   | Yu Zhuocheng               | 417.54    | Troy Dumais                              | 415.74    | Holger Schlepps                          | 398.31    |
| Trampolino 3 m (dettagli)   | Dmitrij Sautin             | 746.79    | Zhou Yiling                              | 694.92    | Vasilij Lisovskij                        | 651.60    |
| Piattaforma 10 m (dettagli) | Dmitrij Sautin             | 750.90    | Tian Liang                               | 699.30    | Jan Hempel                               | 624.15    |
| Tuffi sincronizzati         |                            |           |                                          |           |                                          |           |
| Trampolino 3 m (dettagli)   | Cina Hu Zhao Yu Zhuocheng  | 313.50    | Germania Alexander Mesch Holger Schlepps | 308.28    | Australia Dean Pullar Shannon Roy        | 305.16    |
| Piattaforma 10 m (dettagli) | Cina Sun Shuwei Tian Liang | 326.34    | Germania Jan Hempel Michael Kühne        | 308.01    | Russia Igor' Lukašin Aljaksandr Varlamaŭ | 304.02    |

### Donne
| Evento                      | Oro                                   | Punteggio | Argento                   | Punteggio | Bronzo                                | Punteggio |
| Tuffi individuali           |                                       |           |                           |           |                                       |           |
| Trampolino 1 m (dettagli)   | Irina Laško                           | 296.07    | Vera Il'ina               | 288.06    | Zhang Jing                            | 260.31    |
| Trampolino 3 m (dettagli)   | Julija Pachalina                      | 544.62    | Guo Jingjing              | 518.76    | Chantelle Michell                     | 515.07    |
| Piattaforma 10 m (dettagli) | Olena Župina                          | 550.41    | Yuyan Cai                 | 536.25    | Li Chan                               | 519.45    |
| Tuffi sincronizzati         |                                       |           |                           |           |                                       |           |
| Trampolino 3 m (dettagli)   | Russia Irina Laško Julija Pachalina   | 282.30    | Cina Li Rongjuan Rao Lang | 276.18    | Stati Uniti Tracy Bonner Kathy Pesek  | 263.91    |
| Piattaforma 10 m (dettagli) | Ucraina Olena Župina Svitlana Serbina | 278.28    | Cina Yuyan Cai Li Chen    | 276.54    | Stati Uniti Kristin Link Lindsay Long | 265.46    |

## Medagliere
| Pos.   | Paese       | Oro | Argento | Bronzo | Totale |
| ------ | ----------- | --- | ------- | ------ | ------ |
| 1      | Russia      | 5   | 1       | 2      | 8      |
| 2      | Cina        | 3   | 6       | 2      | 11     |
| 3      | Ucraina     | 2   | 0       | 0      | 2      |
| 4      | Germania    | 0   | 2       | 2      | 4      |
| 5      | Stati Uniti | 0   | 1       | 2      | 3      |
| 6      | Australia   | 0   | 0       | 2      | 2      |
| Totale | Totale      | 10  | 10      | 10     | 30     |